# Arlanda Express

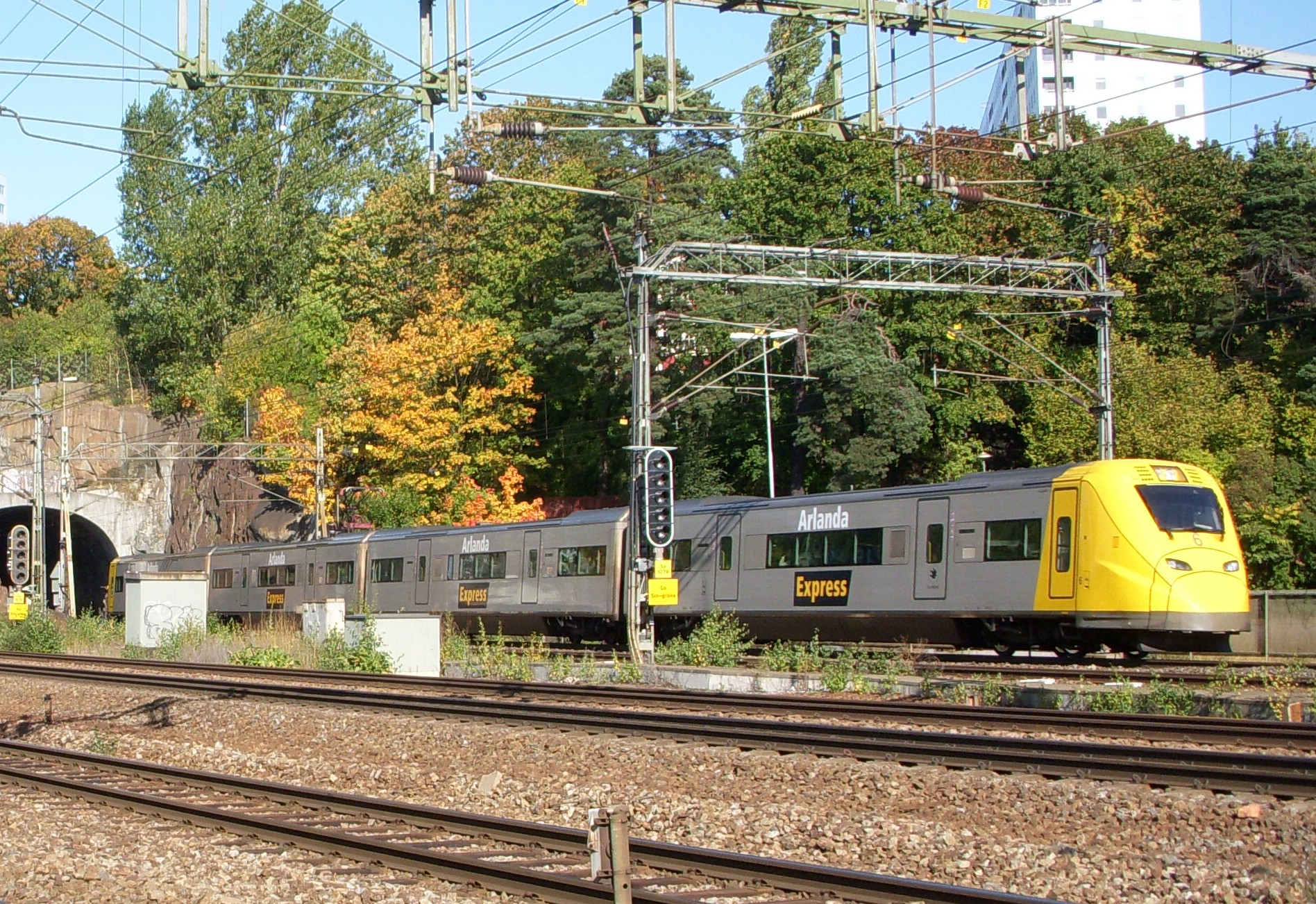
Поїзд Arlanda Express біля порталу тунелю

Arlanda Express — швидкісний приміський поїзд, що сполучає аеропорт Арланда з Центральним вокзалом Стокгольма.

## Опис
Швидкісний поїзд є найшвидшим способом дістатися з аеропорту до Стокгольм-Сіті, де можна зробити пересадку на Стокгольмський метрополітен, або інші види транспорту. 
Лінію відкрито 25 листопада 1999 року. Оператором є компанія A-Train AB, яка виграла в 1993 році тендер уряду Швеції на будівництво і експлуатацію лінії до 2040 року. Час в дорозі займає 20 хвилин. Поїзд робить зупинку у південному блоці аеропорту, в якому знаходяться 2-й, 3-й і 4-й термінали. Кінцевою є північний блок з терміналом 5. В годину здійснюється 6-7 відправлень.
Вартість проїзду становить 280 крон, квиток туди-назад - 530 крон. Для осіб не старше 25 років діє пільговий тариф 150 крон. Діти до 17 років їздять безкоштовно. Проїзні квитки можна придбати в касах компанії в аеропорту і на центральному вокзалі, спеціальних автоматах, а також на офіційному сайті Arlanda Express.

## Цікаві факти
- Експрес розвиває швидкість до 205 км/год.